# Fantasy-Jahr 1987
Übersicht

◄◄ | ◄ | 1983 | 1984 | 1985 | 1986 | Fantasy-Jahr 1987 | 1988 | 1989 | 1990 | 1991 | ► | ►►

Weitere Ereignisse

## Ereignisse
1. Fantasy Filmfest 27. – 31. Mai in Hamburg